# Abdelkader Belmokhtar
Abdelkader Belmokhtar (Boufarik, Província de Blida, 5 de març de 1987) és un ciclista algerià actualment a l'equip Groupement Sportif des Pétroliers Algérie.

## Palmarès
- 2008
  - Vencedor de 2 etapes al Tour dels Aeroports
- 2014
  - Campió àrab en contrarellotge per equips
- 2015
  -  Campió d'Algèria en contrarellotge